# Akkajaure (Arvidsjaurs socken, Lappland)
Akkajaure är en sjö i Arvidsjaurs kommun i Lappland och ingår i Piteälvens huvudavrinningsområde. Sjön har en area på 0,926 kvadratkilometer och ligger 375,9 meter över havet.

## Delavrinningsområde
Akkajaure ingår i det delavrinningsområde (733490-165127) som SMHI kallar för Utloppet av Akkajaure. Medelhöjden är 413 meter över havet och ytan är 7,68 kvadratkilometer. Det finns inga avrinningsområden uppströms utan avrinningsområdet är högsta punkten. Vattendraget som avvattnar avrinningsområdet har biflödesordning 2, vilket innebär att vattnet flödar genom totalt 2 vattendrag innan det når havet efter 152 kilometer. Avrinningsområdet består mestadels av skog (72 procent) och sankmarker (13 procent). Avrinningsområdet har 0,93 kvadratkilometer vattenytor vilket ger det en sjöprocent på 12,1 procent.